# Huang Hua
Huang Hua (n. 16 noiembrie 1969, Hechi⁠(d), Republica Populară Chineză) este o jucătoare de badminton ce a reprezentat Republica Populară Chineză, medaliată olimpică. A participat la o ediție a Jocurilor Olimpice (1992) în care a câștigat o medalie de bronz.